# Álefe
Álefe ou alefe é a primeira letra de vários abjads semíticos,  incluindo o fenício (𐤀, ʾālep), o hebraico (א, ʾālef), o aramaico (𐡀, ʾālap), o siríaco (ܐ, ʾālap̄) e o árabe — ا, alif. Também aparece no saudi-árabe antigo (𐩱, alef), e no Amárico (አ, ʾälef).

## Origem
O nome aleph ou álufe em hebraico antigo, é derivado de uma palavra do semítico ocidental, cujo pictograma original significa "boi" (como na palavra hebraica bíblica Eleph (אֶלֶף) 'boi'), "poder", "autoridade" e a forma da letra deriva de um glifo protossinaítico que pode ter sido  baseado em um hieróglifo egípcio, que representa a cabeça de um boi.
O álefe originou-se na letra fenícia (𐤀, ʾālep), cuja variante deu origem à letra grega alfa (Α, alpha), a letra A do alfabeto latino e seu equivalente cirílico, А. O alfa grego não significava a parada glotal, mas sim a vogal /a/. O álefe não possui sonorização e é utilizado apenas para indicar uma vogal sem acompanhamento de uma consoante.
| F1 |

| F1 |

## Álefe hebraico
O álefe (em hebraico:  א, cujo nome em hebraico moderno é אָלֶף, translit. ʾālef; AFI: [ʔalɛf], em hebraico e sefardita; AFI: [ʔaləf], em iídiche) representa a separação de duas vogais adjacentes em sílabas distintas, sem consoante intermediária e também representa uma oclusiva glotal ([ʔ]) ou indica um hiato (a separação de duas vogais adjacentes em sílabas distintas, sem consoante intermediária).
O hebraico é um idioma silábica onde somente as consoantes são representadas e as vogais são apenas anexadas através de pontos de leitura, somente presentes em hinários e livros infantis.
Na cabala o álefe ou alef tem seu papel fundamental em toda a mística.
Na gematria, aleph representa o número 1 e, quando usado no início dos anos hebraicos, significa 1000 (por exemplo, א'תשנ"ד em números seria a data hebraica de 1754, não deve ser confundida com 1754 EC. Geralmente, simboliza o início de algo.

### Codificação
| Unicode UTF-16 | U+05d0             |
| Nome Unicode   | HEBREW LETTER ALEF |
| HTML           | &#1488;            |
| ISO 8859-8     | 0xe0               |

## Álefe árabe
No árabe moderno a palavra em árabe: أليف (AFI: [ʔaliːf]) significa literalmente 'domesticado' ou 'familiar', derivado da raiz |ʔ-l-f|, do qual o verbo ألِف (AFI: [ʔalifa]) significa 'estar familiarizado com; ter intimidade  com'.
Historicamente, o álefe representava tanto a oclusiva glotal ⟨ʔ⟩ (geralmente transliterada com o apóstrofo ⟨ʼ⟩ ou o semicírculo superior direito ⟨ʾ⟩) quanto a vogal longa /aː/. Isso no entanto levou a uma confusão ortográfica e à introdução de um símbolo para indicar a parada glotal: o hamza (ﺀ), que geralmente fica em cima ou embaixo do álefe, do yāʾ ou do waw.
O álefe mada (ﺁ) é uma letra especial que representa a vogal longa junto com a parada glotal (ʾā) ou a vogal curta entre duas paradas glotais (ʾaʾ).
O álefe maqueçura (ﻯ) representa a vogal longa ā (o mesmo som de um álefe regular /aː/), mas só deve aparecer no final da palavra.
O álefe, ao contrário da maior parte das letras árabes, só tem duas formas (sem contar os álefes especiais):
| Isolada | Final |
| ------- | ----- |
| ﺍ       | ﺎ     |

## Alapeolaphsiríacos
| Alaph           |
| --------------- |
| Madnḫaya Alap   |
| Serṭo Olaph     |
| Esṭrangela Alap |

No alfabeto siríaco, alap, em dialetos orientais, ou olaph, em dialetos ocidentais (em siríaco:  ܐ, ܐܵܠܲܦ) é usado na posição inicial de uma palavra para assinalar uma palavra que começa com vogal, embora algumas palavras que começam com i ou u não precisem de sua marcação e, às vezes, um alap ou olaph inicial é produto de uma elisão. Por exemplo, quando o pronome da primeira pessoa singular em siríaco, ܐܵܢܵܐ está em posição enclítica, é pronunciado no (ocidental) ou na (oriental), ao invés da forma completa eno/ana. A letra ocorre muito regularmente no final das palavras, onde representa as vogais finais longas o/a ou e.  No meio da palavra, a letra representa uma oclusiva glotal entre duas vogais (mas a pronúncia do siríaco ocidental às vezes torna a oclusiva glotal uma aproximante palatal), um longo i/e (menos frequente, o/a) ou é silenciosa.

## Saudi-árabe e etíope
No alfabeto saudi-árabe antigo, alef (𐩱) aparece como a décima sétima letra do abjad da Arábia do Sul.  A letra é usada para renderizar a oclusiva glotal /ʔ/.
Na escrita etíope, o álefe (አ, ʾälef) aparece como a décima terceira letra do abjad etíope. Esta letra também é usada para renderizar a oclusiva glotal /ʔ/.
| Saudi-árabe | Etíope |
| ----------- | ------ |
| 2𐩱          | አ      |

## Outros usos

### Na matemática
Na teoria dos conjuntos, o glifo hebraico ℵ (aleph) é usado como símbolo para denotar os números aleph, que representam a cardinalidade de conjuntos infinitos.  Esta notação foi introduzida pelo matemático Georg Cantor.  Em livros de matemática mais antigos, a letra álefe ou aleph foi muitas vezes impressa de cabeça para baixo por acidente, em parte porque uma matriz Monotype para aleph foi erroneamente construída de forma incorreta.

## Na ficção
Na literatura, o escritor argentino Jorge Luís Borges denomina de "Álefe" o ponto que contém todo o universo. Como em uma epifania, "Álefe" é uma compreensão universal através da observação de um ponto que reúne "tudo ao mesmo tempo, e agora".
Álefe é o nome do personagem interpretado pelo ator Hugo Bonemer em Rock in Rio - O Musical tida como a primeira superprodução musical nacional e demarcando uma nova fase na produção teatral.